# 特拉維斯再戰江湖：英雄不再
《特拉維斯再戰江湖：英雄不再》是由草蜢工作室開發的动作冒险砍殺游戏，本作延續系列作持續先發售在任天堂平台，首發登陸在任天堂Switch平台於2019年1月18日發售。游戏與英雄不再系列的上一部作品相隔了九年之多，製作人須田剛一決定以小品遊戲/獨立遊戲創作，採用外傳形式跟一眾玩家將英雄不再系列啟動再現。

## 開發
這部外傳新作在沒有任何小道消息及預先宣示下，於2017年突擊亮相在獨立遊戲夏季展示會並作首度公開，宣傳本系列再度回來。本作相對過往的動作冒險玩法，會以帶狀捲軸動作形式的關卡形式進行，部份關卡則會有各類並非屬於動作類型。以類似小遊戲形式穿梭在遊戲旅程當中，各類遊戲如：文字冒險、彈幕射擊、競速、邏輯推理解謎等等。當中不僅有過往常見的惡搞要素，亦會出現各種獨立遊戲的作品以合作形式在例如對話及衣著方面，作為作品交流宣傳跨越登場。
本作登陸在任天堂Switch平台，亦是延續系列作持續有在任天堂平台發售。本作手柄亦可隨時轉換兩人遊玩，呼應任天堂Switch的分享概念。實體版內附兌換追加內容代碼卡片，非實體版則需額外購買。在較後時間除登陸任天堂Switch平台，亦登陸在Microsoft Windows及PlayStation 4平台，該版本亦同樣附上追加內容。

## 劇本方向
本作依舊是歷代主角特拉維斯擔當主角並會以在原作《英雄不再2 負隅頑抗》故事完結後，過了接近十年時間後所發生的事件作開端，主角特拉維斯居住在一個郊區的露營車。
本作主角之一為壞女孩（Bad Girl）的父親大壞蛋（Badman）因為前作故事點在殺手大賽中離去的女兒，去找尋早已隱居退出的殺手傳奇人物特拉維斯。其後接上任務得知行蹤，順道為了獲得任務需要的死亡之球（Death Ball)，最終找到並進行其中的復仇計劃，兩人對拼當中觸發死亡引擎（Death Drive）。引發開啟了封印在其中一個死亡之球以電子遊戲為藍本的虛構世界，進入了該世界以像電子遊戲般的闖關直至打倒最後的王，兩人只好合作以完成該劇本。其後得知需要得到足夠的死亡之球，並以死亡引擎開啟破關虛構世界，能真正進行復活壞女孩，於是特拉維斯協助大壞蛋共同搜集死亡之球為目標展開旅程。
追加內容需要遊戲通關後才出現，可以使用前作成為特拉維斯的徒弟志乃武以及在追加內容重生的壞女孩，遊戲亦提及大壞蛋父女的本名為柏金及夏洛特。

## 外部連結
- （日語）官方网站